# Topònims de Carreu
Llistat de topònims de l'antic poble de Carreu, del terme municipal d'Abella de la Conca, al Pallars Jussà presents a la Viquipèdia.

## Edificis

### Bordes
- Capdecarreu

### Esglésies
| - Santa Cristina de Carreu | - Sant Pere de Carreu dels Prats |  |  |

### Masies (pel que fa a l'edifici)
| - Claverol - Lo Cumó | - Casa Hortó | - La Molina de Carreu | - Casa de Pla del Tro |

## Geografia

### Boscs

#### Conservats
- Bosc de Carreu

#### Perduts en l'incendi de l'agost del 1978
- Mata de Claverol

### Cavitats d'interès espeleològic, històric o paleontològic
| - Espluga de la llau de la Creueta - Pou dels Grallons | - Espluga de Moreu | - Forat Negre | - Avenc del Plan-de-riba |

### Cingleres
- Cap de Plan-de-riba

### Colls, collades, graus i passos
| - Pas de Castellnou - Pas de la Ce | - Coll des Eres - Collada de Gassó | - Coll de Llívia - Coll Nadilla | - Collada del Rei |

### Comes, comelles i comellars
- Coma del Pi

### Corrents d'aigua (barrancs, canals, llaus, rases, rius i torrents)
| - Barranc de Baixera - Riu de Carreu | - Barranc dels Cóms de Carreu - Barranc de la Creueta | - Barranc de Galliner - Barranc de la Gargalla | - Barranc de la Malallau - Llau del Retiro de Carreu |

### Diversos (indrets i partides)
| - Claverol - Les Coberterades - Bassa de les Coberterades - Conca de Dalt | - La Creueta - Cumó - Galliner - Les Gargalles Altes | - Forat de l'Infern - Bassa de Pla del Tro - Pletes del Taó | - Lo Pletiu - Pletiu Gras - Les Pujadetes |

### Entitats de població
- Carreu

### Espais naturals
Carreu:
- Reserva Nacional de Caça de Boumort

### Masies (pel que fa al territori)
| - Claverol - Lo Cumó | - Casa Hortó | - La Molina de Carreu | - Casa de Pla del Tro |

### Muntanyes
| - Cap de Carreu | - Lo Tossalet |  |  |

### Obagues
| - Obaga de Carreu - Obaga de Claverol | - Obaga del Clot de Moreu - Obaga dels Cóms | - Obaga de la Gargalla | - Obaga de la Molina |

### Partides rurals
- Carreu

### Planes
| - La Plana | - Plandellet | - Plan-de-riba | - Pla del Tro |

### Roques
| - Roc de les Cases | - Rocs de l'Esteve | - Pui Roi | - Rocs de la Sàrria |

### Serres
| - Serra de l'Andreu - Serrat Blanc - Serra de Boumort | - Serrat de la Cabanera - Serra de Carreu | - Serrat de Moixerolers - Serrat del Pla del Tro | - Serrat del Roure - Serra de Santa Cristina |

### Solanes
| - Solanes de Carreu - Solana dels Cóms | - Solana de Forat Negre - Solana del Galliner | - Solanes del Pla del Tro | - Solana de Santa Cristina |

### Vies de comunicació
| - Camins de Boumort - Pista de Boumort - Camí de Carreu | - Camí de Carreu - Pista del Grau - Camí del Grau | - Pista del Portell - Camí Vell d'Herba-savina a la Molina | - Camí de Pla del Tro - Pista dels Prats |